# 九水街道
九水街道是中国山东省青岛市李沧区下辖的一个街道，辖区面积12.2平方千米，共有10个社区。2015年7月，由九水路街道以金水路为界分割设立而来。

## 行政区划
九水街道下辖于家下河社区、王家下河社区、尤家下河社区、侯家庄社区、刘家下河社区、毛公地社区、庄子社区、苏家社区、九水东路社区。